# Удёв
Удёв — река в Пензенской области и в Мордовии (Россия), левый приток Вада (бассейн Оки).

## Описание
Исток реки находится в лесном массиве на границе Земетчинского района Пензенской области и Зубово-Полянского района Мордовии. Начальный отрезок реки проходит попеременно (в связи с изрезанностью границ регионов) в Зубово-Полянском и Земетчинском районах. Далее река протекает на наибольшем своём протяжении по лесному массиву Зубово-Полянского района. На реке располагается лесное село Удево (Зубово-Полянский район, недалеко от границы с Земетчинским районом). Направление течения реки — вначале преимущественно на север, ближе к устью река поворачивает к северо-востоку, после чего впадает в реку Вад между лесными селениями Киселёвка и Козляевский Кордон Зубово-Полянского района.
Устье реки находится в 126 км по левому берегу реки Вад. Длина реки составляет 26 км, площадь водосборного бассейна — 212 км². Имеет несколько лесных ручьёв-притоков, среди которых — речка Шуварка, одноимённая с рекой Шуварка (приток реки Выша), находящейся недалеко в том же лесу, к юго-западу.

## Данные водного реестра
По данным государственного водного реестра России относится к Окскому бассейновому округу, водохозяйственный участок реки — Мокша от водомерного поста города Темников и до устья, без реки Цна, речной подбассейн реки — Мокша. Речной бассейн реки — Ока.
Код объекта в государственном водном реестре — 09010200412110000028333.